# Freies Gastgewerbe
Als Freies Gastgewerbe bezeichnet man in Österreich die Ausübung eines Gewerbes ohne Befähigungsnachweis im Gastgewerbe.

## Recht
Um ein Gastgewerbe ausüben zu dürfen, braucht man gemäß der Gastgewerbe-Verordnung eine fachliche Qualifikation. Diese kann durch Ausbildung, Schule, Lehre bzw. Tätigkeit erlangt werden. Daneben gibt es die Möglichkeit der Befähigungsprüfung, welche die Vollendung des 18. Lebensjahrs voraussetzt.
Für das Freie Gastgewerbe ist dieser Befähigungsnachweis nicht zu erbringen. Die Ausübung des Gewerbes ist an einen bestimmten Standort gebunden und bei der zuständigen Bezirksverwaltungsbehörde (z. B. Bezirkshauptmannschaft) anzumelden.
Einzelheiten sind in der Gewerbeordnung 1994 (§ 111 Absatz 2) geregelt.

## Berechtigungen
1. Den Ausschank und den Verkauf von in handelsüblich verschlossenen Gefäßen abgefüllten Getränken durch zur Ausübung des mit Omnibussen betriebenen Mietwagen-Gewerbes berechtigte Gewerbetreibende an ihre Fahrgäste.
2. Die Beherbergung von Gästen, die Verabreichung von Speisen jeder Art und den Verkauf von warmen und angerichteten kalten Speisen, den Ausschank von Getränken und den Verkauf dieser Getränke in unverschlossenen Gefäßen im Rahmen eines einfach ausgestatteten Betriebes, der in einer für den öffentlichen Verkehr nicht oder nur schlecht erschlossenen Gegend gelegen und auf die Bedürfnisse der Bergsteiger und Bergwanderer abgestellt ist (Schutzhütte).
3. Die Verabreichung von Speisen in einfacher Art und den Ausschank von nichtalkoholischen Getränken und von Bier in handelsüblichen verschlossenen Gefäßen, wenn hiebei nicht mehr als acht Verabreichungsplätze (zum Genuss von Speisen und Getränken bestimmte Plätze) bereitgestellt werden.
4. Die Beherbergung von Gästen, wenn nicht mehr als zehn Fremdenbetten bereitgestellt werden, und die Verabreichung des Frühstücks und von kleinen Imbissen und der Ausschank von nichtalkoholischen Getränken und von Bier in handelsüblichen verschlossenen Gefäßen sowie von gebrannten geistigen Getränken als Beigabe zu diesen Getränken an die Gäste.
5. Die Verabreichung von Speisen und den Ausschank von Getränken nach Maßgabe des § 143 Z 7 der Gewerbeordnung 1994 in der Fassung vor dem Inkrafttreten der Novelle BGBl. I Nr. 111/2002, wenn die Verabreichung von Speisen und der Ausschank von Getränken im Zusammenhang mit der Ausübung des Buschenschankes (Heuriger) (§ 2 Abs. 9) nach Maßgabe landesgesetzlicher Vorschriften erfolgt.
6. Den Ausschank von nichtalkoholischen Getränken und den Verkauf dieser Getränke in unverschlossenen Gefäßen, wenn der Ausschank oder der Verkauf durch Automaten (z. B. Getränkeautomaten) erfolgt.

- weitere Formen sind der Würstelstand[2]

Unter den Begriff fallen auch die Nebenrechte der Lebensmittelhändler, der Bäcker, der Fleischer, was Ausschank und Bewirtung betrifft (§§ 150, 154 GewO).

## Angebot
Die Verabreichung von Speisen in einfacher Art kann umfassen:
- gebratenes oder gegrilltes Fleisch von Rindern und Schweinen (ausgenommen Innereien)
- gebratene, gegrillte oder gesottene Würste
- gegrilltes Geflügel und Fisch
- Gemüselaibchen, Pizzaschnitten, Lángos, Kebab
- Gulasch- und Bohnensuppen, wenn diese vorgefertigt angeliefert und lediglich erhitzt werden
- Pommes frites
- übliche kalte Beigaben in einfacher Art, wie Essiggemüse, Mayonnaise, Senf, Kren, Brot und Gebäck
- Fleisch- und Wurstwaren
- Fleisch- und Wurstmayonnaisesalate
- belegte Brötchen, Donuts
- angeliefertes Speiseeis bzw. von Softeis
- Brotaufstriche